# جوزيف فانيتشيك
جوزيف فانيتشيك (مواليد 31 ديسمبر 1933) هو مبارز بالسيف نمساوي، مثّل بلاده في الألعاب الأولمبية الصيفية 1960.

## روابط رياضية
جوزيف فانيتشيك على موقع أوليمبيديا (الإنجليزية)